# Цоци
Цоци (енгл. Tsotsi) јужноафрички је филм из 2005. године редитеља и сценаристе Гавина Худа заснован на основу истоименог романа Атола Фугарда. Добитник је Оскара за најбољи страни филм за 2006. годину и номинован је за Златни глобус за најбољи страни филм.
Упечатљив филм који упечатљиво приказује јужноафричку стварност. Однос детета и окорелог младог криминалца ће прерасти у зависност које ће се главни јунак тешко решити. Цоци је као дечак имао тешко детињство, и ово дете је окидач који ће покренути емоције у њему.

## Кратак садржај
Главни лик је Цоци (Присли Чвенејагае), насилан младић из најсиромашнијег дела Јоханезбурга, који са својим друштвом безобзирно пљачка сваког човека за кога претпостави да има и мало новца. У једној таквој акцији Цоци случајно украде малу бебу и почиње се тајно бринути о њој. До тада потпуно асоцијалан Цоци ће у односу према сасвим малом детету, које захтева максималну пажњу, почети да мења свој однос према околини. У међувремену полиција и родитељи детета очајнички покушавају да пронађу дете. Поред главног града налази се насеље од милион најсиромашнијих људи који живе у најбеднијим условима у трошним кућама. Полиција нема нимало шансе да реши проблем, јер у тако гломазном насељу владају сасвим други закони локалних банди.

## Премијера
Филм је премијерно приказан на Единбуршком филмском фестивалу у Шкотској (део Уједињеног Краљевства) 18. августа 2005. године а у Јужноафричкој Републици је доживео премијеру 23. децембра исте године.